# Andrej Čuš i Zieloni Słowenii
Andrej Čuš i Zieloni Słowenii (słoweń. Andrej Čuš in Zeleni Slovenije, AČZS) – centrolewicowa słoweńska partia polityczna.

## Historia
Partia „Zieloni Słowenii” powstała 11 czerwca 1989 w trakcie Jesieni Ludów, kiedy Słowenia nadal była częścią Jugosławii. W wyniku pierwszych bezpośrednich i demokratycznych wyborów parlamentarnych w Słowenii, Zieloni zdobyli 8,8% oddanych głosów, co przełożyło się na 8 mandatów w Zgromadzeniu Państwowym. W wyborach parlamentarnych w 1992 roku partia otrzymała 3,7% głosów poparcia i 5 mandatów. W 1996 roku partia nie przekroczyła 4% progu wyborczego i od tej pory nie jest reprezentowana w słoweńskiej legislaturze.
16 marca 2018 nowym przewodniczącym został Andrej Čuš. Decyzją delegatów na Kongres tego samego dnia partia „Zieloni Słowenii” zmieniła nazwę na Andrej Čuš i Zieloni Słowenii (AČZS).

## Wyniki wyborów

### Zgromadzenie Państwowe
| Rok wyborów | # Ogólna liczba głosów | % poparcia | # liczba mandatów | +/− | Uwagi |
| ----------- | ---------------------- | ---------- | ----------------- | --- | ----- |
| 1990        | 95 640                 | 8,80       | 8/80              |     |       |
| 1992        | 44 019                 | 3,70       | 5/90              | -3  |       |
| 1996        | 18 853                 | 1,76       | 0/90              | -5  |       |
| 2000        | 9712                   | 0,90       | 0/90              |     |       |
| 2004        | 6703                   | 0,69       | 0/90              |     |       |
| 2008        | 5366                   | 0,51       | 0/90              |     |       |
| 2011        | 4000                   | 0,36       | 0/90              |     |       |
| 2014        | 4629                   | 0,53       | 0/90              |     |       |
| 2018        | 9708                   | 1,09       | 0/90              |     |       |